# Aston Martin Vanquish (2024)

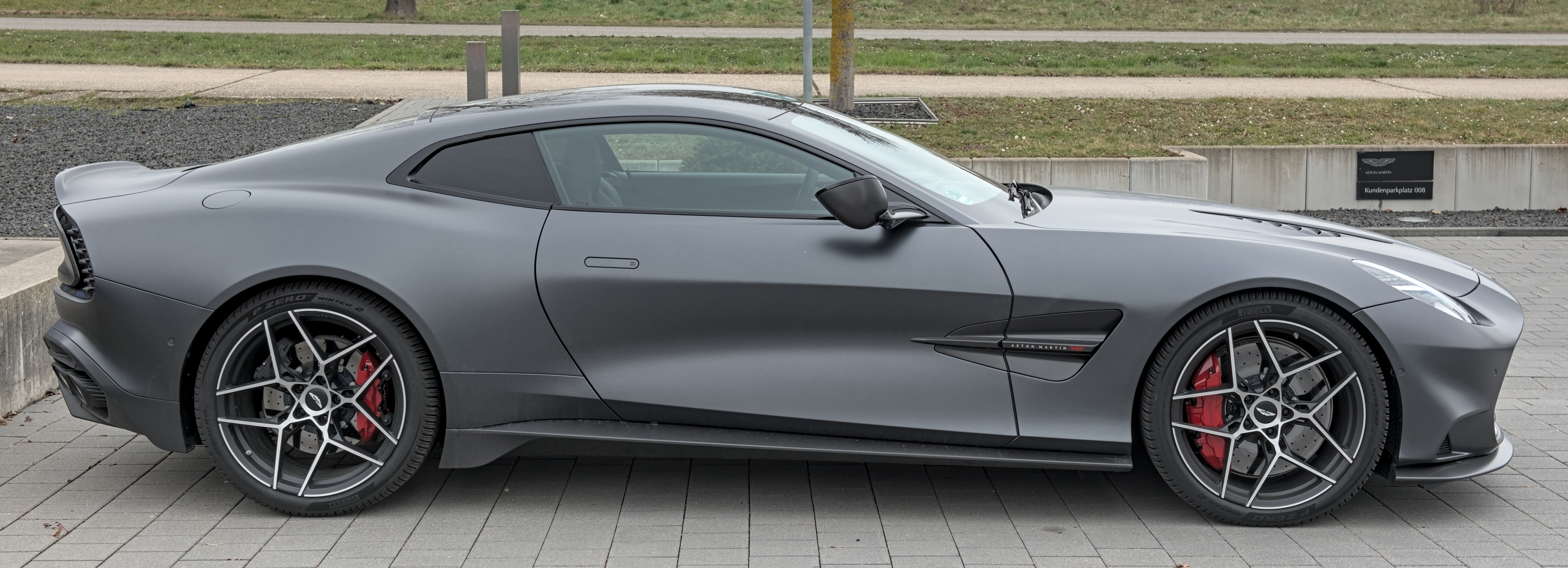
Seitenansicht

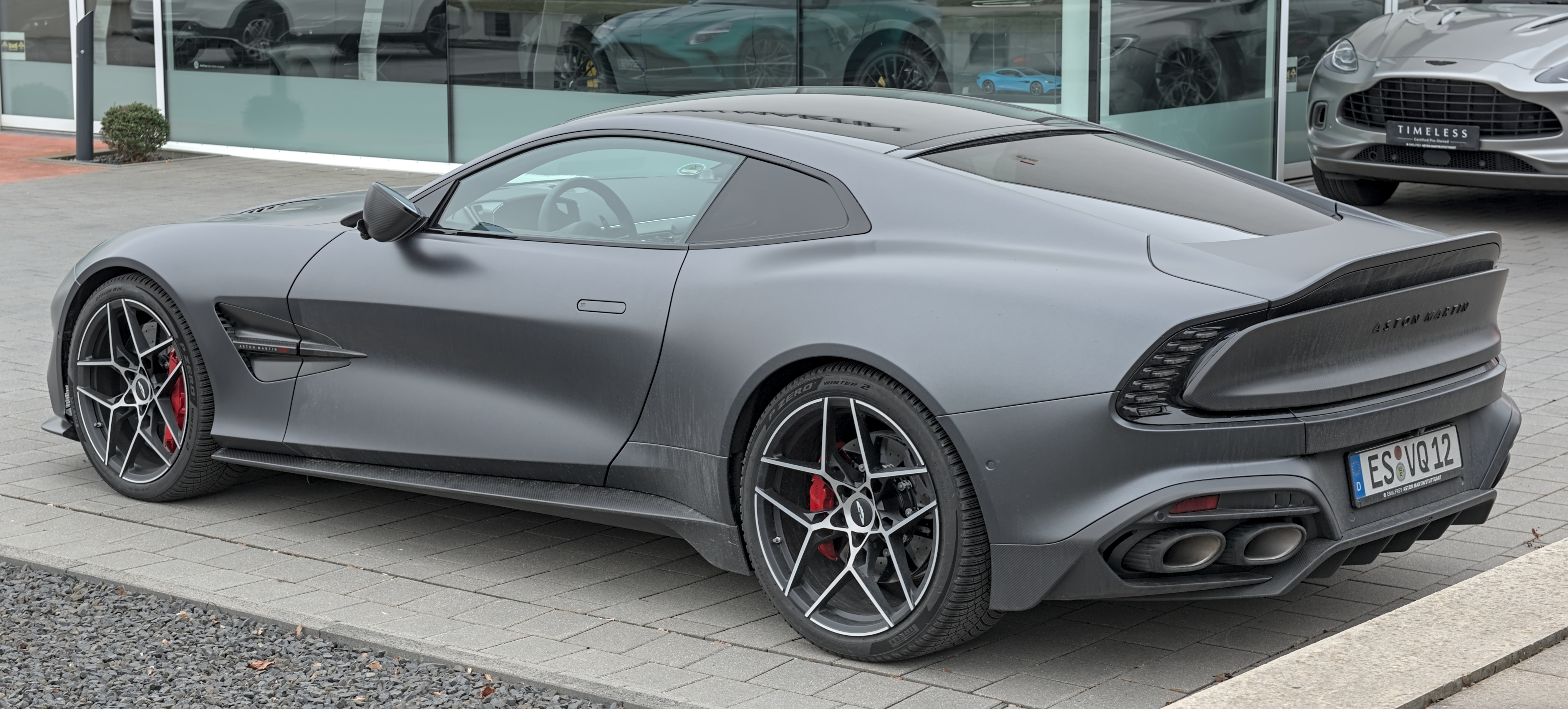
Heckansicht

Der Aston Martin Vanquish ist ein Sportwagen des britischen Automobilherstellers Aston Martin. Er löste den zwischen 2018 und 2024 gebauten DBS Superleggera ab und ist das dritte Modell des Herstellers, das als Vanquish vermarktet wird.

## Geschichte
Die Formel-1-Rennfahrer Fernando Alonso und Lance Stroll stellten den Sportwagen Anfang September 2024 als Coupé auf den Internationalen Filmfestspielen von Venedig vor. Die Auslieferungen starteten im Oktober 2024. Die Cabriolet-Version Volante präsentierte Aston Martin Ende März 2025, hier werden die ersten Auslieferungen im Sommer 2025 erwartet. Pro Jahr sollen weniger als 1000 Vanquish hergestellt werden.

## Fahrzeugcharakteristika
Das 4,85 Meter lange Fahrzeug verwendet den aus dem Vorgängermodell bekannten 5,2-Liter-V12-Ottomotor mit zwei Turboladern. Er wurde allerdings umfangreich überarbeitet, um die maximale Leistung und das maximale Drehmoment deutlich zu steigern. Die Kraft wird durch ein 8-Stufen-Automatikgetriebe von ZF an die Hinterräder übertragen. Es kommt ein elektronisch gesteuertes Sperrdifferential zum Einsatz. Das Trockengewicht des Vanquish wird mit 1774 kg angegeben. Auf 100 km/h soll der Wagen aus dem Stand in 3,3 Sekunden (Volante: 3,4 Sekunden) beschleunigen; die Höchstgeschwindigkeit wird mit 345 km/h angegeben. Das Fahrgestell ist aus Aluminium. Vorne wird eine Doppelquerlenkerachse, hinten eine Mehrlenkerachse verbaut.

## Technische Daten
|                                | Vanquish Coupé                    | Vanquish Volante                  |
| Bauzeitraum                    | seit 10/2024                      | ab Q3/2025                        |
| Motorkenndaten                 |                                   |                                   |
| Zylinder/Motorbauart           | Zwölfzylinder-V-Motor             | Zwölfzylinder-V-Motor             |
| Motoraufladung                 | zwei Abgasturbolader              | zwei Abgasturbolader              |
| Ventile                        | 48                                | 48                                |
| Hubraum                        | 5204 cm³                          | 5204 cm³                          |
| max. Leistung bei min−1        | 614 kW (835 PS)/6500              | 614 kW (835 PS)/6500              |
| max. Drehmoment bei min−1      | 1000 Nm/2500–5000                 | 1000 Nm/2500–5000                 |
| Kraftübertragung               |                                   |                                   |
| Antrieb                        | Hinterradantrieb                  | Hinterradantrieb                  |
| Getriebe                       | 8-Stufen-Automatikgetriebe von ZF | 8-Stufen-Automatikgetriebe von ZF |
| Messwerte                      |                                   |                                   |
| Beschleunigung 0–100 km/h      | 3,3 s                             | 3,4 s                             |
| Höchstgeschwindigkeit          | 345 km/h                          | 345 km/h                          |
| Leergewicht                    | 1910 kg                           | 2005 kg                           |
| EU-Normverbrauch/100 km (WLTP) | 13,7 l Super Plus                 |                                   |
| CO2-Ausstoß (WLTP)             | 312 g/km                          |                                   |